# Hoetjer
Leerlooierij "Hoetjer" was een leerlooierij en drijfriemenfabriek in Veendam, die bestaan heeft van 1867-1964 en daarna verder is gegaan als handelsfirma in drijfriemen.
In de groninger veenkoloniën waren vanouds leerlooierijen aanwezig, vanwege de aanwezigheid van rundvee op het gemengd bedrijf in deze streek. Daarnaast was er voldoende schoon water aanwezig.

## Looierij Stefanus
De oudst traceerbare looierij in deze regio was die welke werd opgezet door Harm Stefanus, welke in 1760 werd opgericht. Hij was schoenmaker en gebruikte het leder voor zijn schoenmakerij. Na diens dood werd het door opvolgers uit de familie voortgezet en in 1830 waren er 11 kuipen en 1-3 knechts. Het bedrijf werd in 1865 verkocht aan Jan Schuring, die leerlooier was te Oude Pekela. het bedrijf had toen 18 looikuipen en tot 9 knechts. In 1891 overleed Jan Schuring en werd het bedrijf opgeheven.

## Hoetjer
In 1867 werd de firma Hoetjer opgericht aan het Westerdiep, door twee broers, van wie de één landbouwer en de ander hout- en steenhandelaar was. Het bedrijf had 14 looikuipen, 6 kalkkuipen en 2 laafkuipen. door diverse verwikkelingen werd het bedrijf in 1881 openbaar verkocht, was van 1881-1883 een slachterij en werd daarna, tot 1960 een kerk van de Vrije Evangelische Gemeenten, waarna het gebouw gesloopt werd. In 1872 verwierf de firma nog een vereerend getuigschrift ten aanzien van de kwaliteit van haar drijfriemen.
Harm Hoetjer, die deelnemer geweest was in de voorgaande onderneming, richtte in 1876 een nieuwe looierij op, waarbij van eenig ander beweegkracht dan gewone handenarbeid nog geen sprake was. Bezwaren aangaande stank en waterverontreiniging werden weggewuifd met de constatering dat de (aardappel)meelfabrieken verspreiden reeds zooveel reuk en walgelijkheid, dat indien een leerlooijerij zulk(s) doet, het eerste veel nadeliger wordt geacht voor de gezondheid en de verzuchting: Het ware te wenschen, dat in onze gemeente nog meer takken van nijverheid worden uitgeoefend, want industrie bevoordeelt een plaats maar schaadt haar niet.
Jakob Hoetjer, die eveneens uit eerstgenoemde firma was uitgetreden, vroeg in 1869 eveneens vergunning aan voor de oprichting van een looierij. De aanvraag werd goedgevonden te vergunnen om daar te stellen en uit te oefenen eene leerlooijerij onder voorwaarde van geene vellen en verdere objecten van de looijerij afkomstig in het diep te mogen spoelen. Men startte met 7 kuipen en 1-3 knechts aan het Beneden Oosterdiep. In 1880 verrees een nieuwe schuur en een huidenzouterij. IN 1900 werd uitgebreid en was reeds sprake van de leerlooijer en drijfriemenfabrikant Jakob Gerrits Hoetjer. De drijfriemen werden geleverd aan de plaatselijke aardappelmeelfabrieken. In 1909 verkocht Jakob de fabriek aan zijn twee zoons, Gerrit en Jan Jakob Hoetjer, die verdergingen als Firma J.G. Hoetjer. Deze firma produceerde uitsluitend drijfriemen.

### Mechanisatie
In 1911 begon de mechanisatie, door het plaatsen van een elektromotor en spoedig kwamen er meerdere van dergelijke motoren, onder meer voor het aandrijven van een ontvleesmachine en een riemenstrokensnijmachine. Een stoomketel voor verwarming en drogen volgde in 1913.
In 1920 bereikte de fabriek haar maximale omvang. Men ging ook over op het gebruik van leidingwater in plaats van regenwater. Toch werkten er slechts enkele knechts, maar tijdens de aardappelmeelcampagnes werkten er meerdere mensen. Toen het aantal aardappelmeelfabrieken verminderde, namen ook de activiteiten in de drijfriemenfabriek af.

### Jassen en tassen
In 1940 werd de firma omgezet in de N.V. Leder- en Drijfriemenfabriek v/h Firma J.G.Hoetjer. In 1948 werd nog een stoomketel van acht atmospheren bijgeplaatst, maar de activiteiten begonnen nu te verminderen, daar het leder voor drijfriemen werd vervanggen door rubber, perlon en nylon. Men ging nu leder vervaardigen voor jassen en akte- en schooltassen, waartoe men in 1954 ging experimenteren. In 1956 veranderde de bedrijfsnaam in Hoetjer N.V.

### Neergang
De productie van lederen kleding kwam echter spoedig tot een eind door goedkope import vanuit Azië en de opkomst van de suèdejas. Vanaf 1960 werd de productie ervan geminimaliseerd. Vanaf 1962 werd de nadruk gelegd op de handel in nylon- en perlon drijfriemen en in 1966 werd de tassenproductie stopgezet.
Op 1 september 1964 brandde de looierij volledig af. Ze werd niet meer herbouwd.
In 1972 werd de bedrijfsnaam omgezet in Hoetjer B.V. Er vond echter geen productie meer plaats.